# Plosebahn
Die Plosebahn ist eine Kabinen-Umlaufseilbahn, die von St. Andrä ins Skigebiet der Plose, dem Hausberg Brixens führt. Im Jahre 1986 löste sie die alte Plose-Seilbahn ab, die in zwei Teilstrecken von Brixen/Milland über St. Andrä nach Kreuztal führte. Die heutige Plosebahn wird auch Kabinenbahn St. Andrä-Kreuztal genannt und überwindet auf einer Streckenlänge von 2675 m einen Höhenunterschied von 979 m. Ihre Förderleistung beträgt 1800 Personen pro Stunde.  Sie wird im Jahr 2023 durch eine neue Kabinenumlaufbahn auf neuer Trasse ersetzt.

## Sonstiges
Im Plosegebiet gibt es eine weitere Kabinenumlaufbahn auf die Pfannspitze, vier Sessellifte (zum Teil nur Winterbetrieb) sowie einen Übungsskilift bei der Talstation. Die Gesamtlänge aller Pisten der Plose beträgt 42,4 km. Von der 2050 m s.l.m. gelegenen Bergstation der Plosebahn erreicht man hinter dem Bergrestaurant eine 10 km lange Rodelbahn, die wieder nach St. Andrä zur Talstation abführt. 